# Erannis tiliaria
Erannis tiliaria är en fjärilsart som beskrevs av Harris 1841. Erannis tiliaria ingår i släktet Erannis och familjen mätare. Inga underarter finns listade i Catalogue of Life.

## Bildgalleri

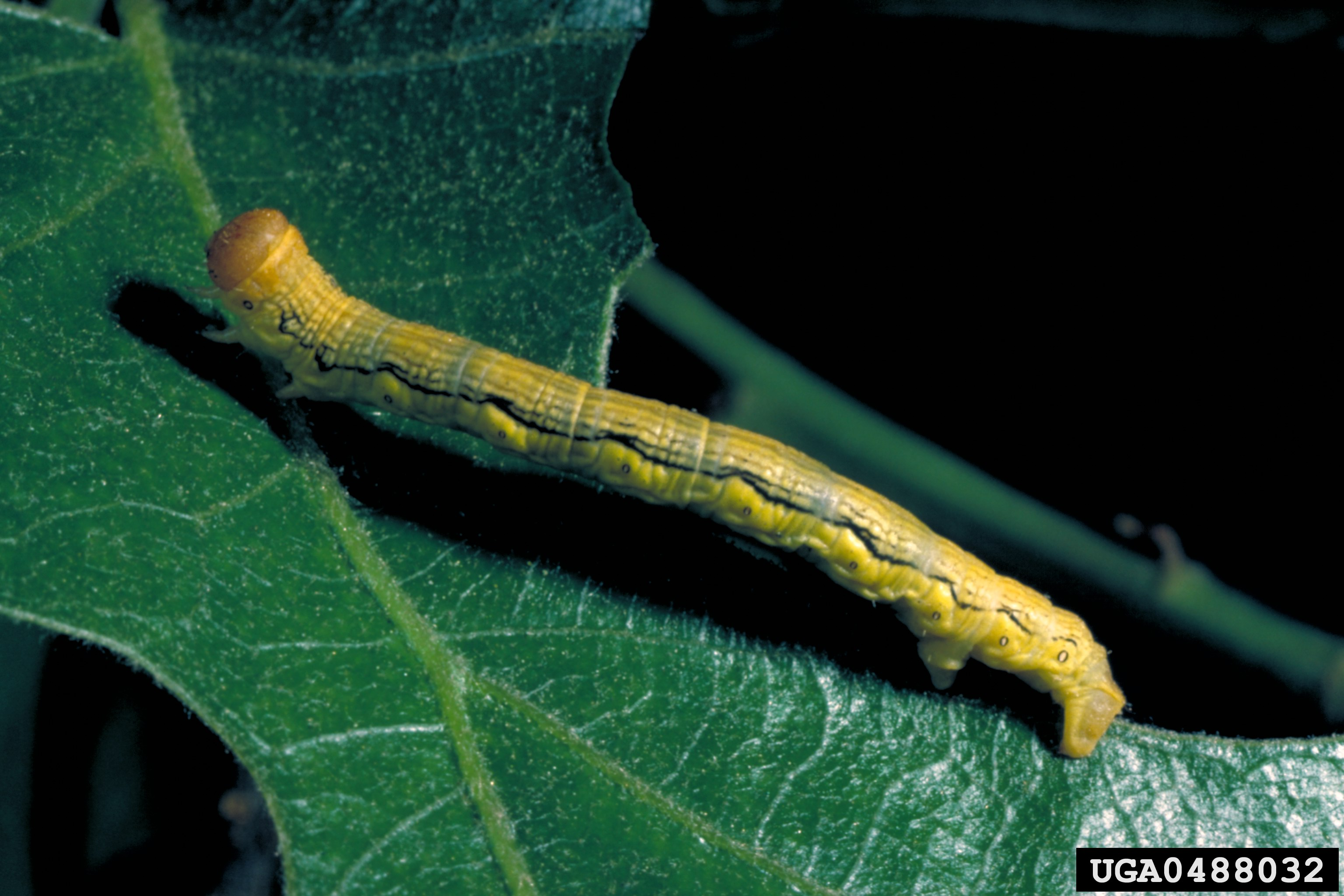